# Первушин, Денис Владимирович
Денис Владимирович Первушин (род. 18 января 1977, Москва) — российский футболист, полузащитник и защитник; футбольный тренер. Выступал за олимпийскую сборную России.

## Биография
Воспитанник ФШМ (Москва). Первый тренер — Швыков Игорь Александрович.
Начинал игровую карьеру в третьей лиге в московском «ТРАСКО». В 1995 году перешёл в ЦСКА, который тренировал тогда Александр Тарханов, дебютировал в главной команде 9 марта 1996 года в матче 2-го тура чемпионата России против тольяттинской «Лады» (3:1), выйдя на замену на 82-й минуте. В сезоне 1996 года провёл 22 матча в чемпионате, 1 — в кубке России, 3 — в Кубке УЕФА, в следующем сезоне — 20 матчей в чемпионате и 1 в Кубке России. В 1998 году выступал на правах аренды за «Металлург» (Липецк) и «Сокол» (Саратов) в первом дивизионе.
В сезонах 2000—2001 являлся игроком команды «Славия» (Мозырь). В 2000 году стал обладателем Кубка и чемпионом Белоруссии. В 2003 году был заявлен за клуб первого дивизиона пермский «Амкар». Из-за травмы — разрыва сухожилия двуглавой мышцы бедра был вынужден рано завершить игровую карьеру.
С 2004 — тренер в ДЮСШ ЦСКА.
В сезоне-2018/19 — главный тренер команды «Чертаново-2» в Первенстве ПФЛ. В сезоне-2019/20 тренировал команду академии «Чертаново», выигравшую ЮФЛ. В сезоне-2020/21 — де-факто главный тренер команды ФНЛ «Чертаново».